# Aren'ice
L'Aren'ice est une patinoire située à Cergy, dans le Val-d'Oise, inaugurée en 2016. La Fédération française de hockey sur glace y a son siège et l'équipe de France son centre d'entrainement. L'Aren'ice comporte deux patinoires aux normes internationales.

## Origine
L’équipement est le fruit d’une réflexion entamée dès la création de la Fédération française de hockey sur glace, en 2006. Le projet, à l’image du football et du rugby, est de regrouper sur un même lieu le siège de la fédération et un équipement capable d’accueillir les équipes nationales. Mais un tel équipement est financièrement hors de portée de la fédération, qui décide de lancer un appel d’offres auprès des collectivités territoriales susceptibles d’être intéressées pour accueillir ce projet.
Sept collectivités se portent candidates et, en 2009, le choix de la FFHG se porte sur Cergy-Pontoise.

## Présentation du projet

### Patinoires
L’Aren’Ice comprend 2 patinoires de 30x60m, l’une pouvant accueillir 3 000 spectateurs, l’autre 320.

### Structures complémentaires
L’Aren’Ice peut se transformer en une salle de spectacle de 4 500 places ou accueillir des matches des différents sports de salle.

## Événements
Le 29 juin 2017 s'est tenu à l'Aren'ice le concert « ado change de nom ». De nombreux artistes étaient présents dont : Lartiste, Vitaa, Soprano, etc..
En décembre 2024, l’arène a servi de lieu de tournage pour l’émission de TF1 Les Gladiators.